# Luzon B. Morris

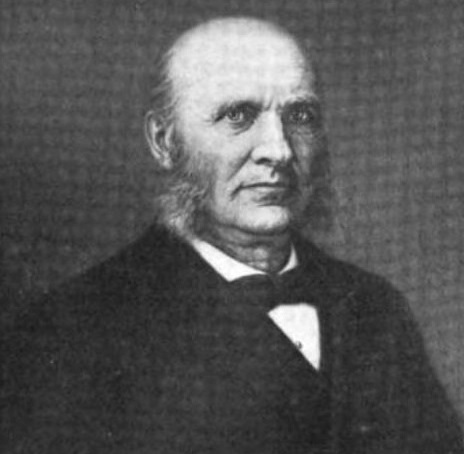
Luzon B. Morris.

Luzon Buritt Morris, född 16 april 1827, död 22 augusti 1895, var en amerikansk politiker och guvernör i Connecticut.

## Tidigt liv
Morris föddes i Newtown, Connecticut. Han tog examen från Yale University 1854.

## Karriär
Morris var medlem av Demokraterna. Han var ledamot av Connecticuts representanthus 1855–56, 1870, 1876 och 1880–81. Han var domare för arvstvister (probate judge) från 1857 till 1863. Dessutom var han ledamot av Connecticuts senat 1874. Under sin tid i Connecticuts parlament var han medlem av en kommission som löste en gränstvist med delstaten New York.

## Guvernör
Morris ställde upp i guvernörsvalet 1888, men fast han fick fler röster i valet än Republikanernas kandidat Morgan G. Bulkeley fick han inte de nödvändiga 50 % som behövdes för att vinna. Enligt reglerna på den tiden avgjorde då Connecticuts parlament valet, och eftersom det där var en republikansk majoritet blev Bulkeley guvernör.
Morris vann valet till guvernör 1892 och efterträdde Bulkeley på posten den 4 januari 1893. Han var den ende medlemmen av sitt parti som var guvernör i Connecticut mellan 1885 och 1911. Han satt som guvernör i en mandatperiod, som i Connecticut på den tiden var två år, och efterträddes av republikanen Owen Vincent Coffin den 9 januari 1895.
Morris arbetade också på Connecticut Savings Bank i flera år, några av dem som verkställande direktör.
Morris avled av en stroke i sitt hem i New Haven, Connecticut, vid en ålder av 68 år. Han begravdes på Evergreen Cemetery i New Haven.